# Schrebergärten

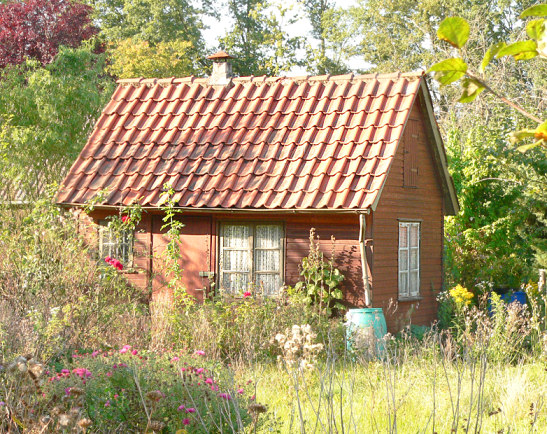
Casa em Schrebergarten, de 1940. Hanôver, Alemanha.

Schrebergärten, kleingarten ou hortas urbanas são pequenos lotes nas cidades ou nas margens das ferrovias, existentes na Alemanha destinados a horta urbana. Os alemães usam estes espaços para cultivar frutas e hortaliças, mas também servem para plantar flores. Estas hortas urbanas são construídas em terrenos públicos, com custo de arrendamento baixo.

## História

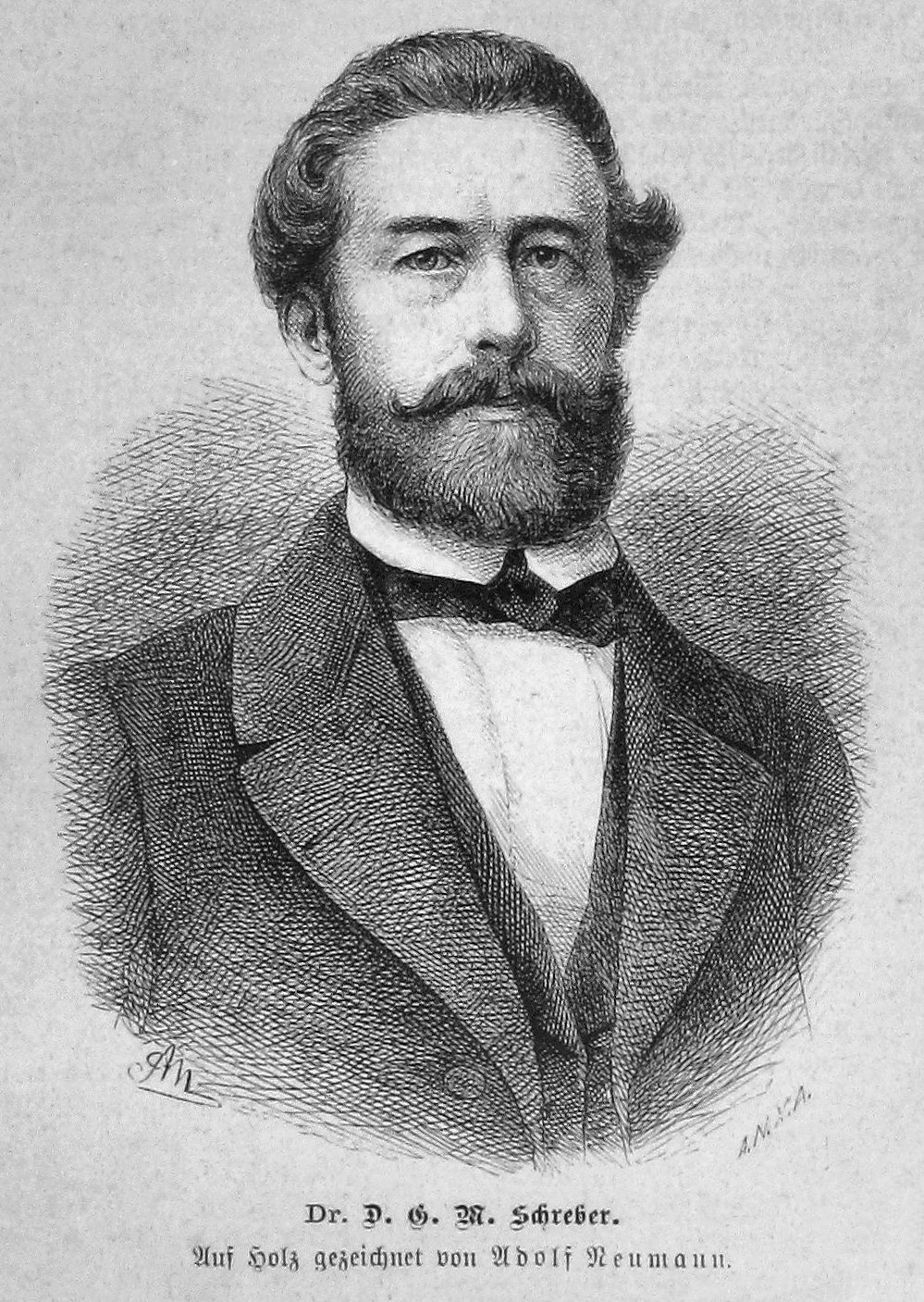
Daniel Gottlob Moritz Schreber

Os Schrebergärten já possuem uma tradição de mais de 200 anos, e existem cerca de 4 milhões desses jardins em toda a Alemanha. O nome "Schrebergarten" é uma homenagem ao médico de Leipzig, Daniel Schreber, que no início do século XIX introduziu a ideia de pequenos lotes com finalidade de reanimar a população urbana mais humilde. Lá, os adultos teriam um lugar para cultivar verduras, frutas e legumes para sua subsistência, e as crianças, um lugar para poderem brincar. Do ponto de vista do Dr. Schreber, esses jardins eram uma questão de saúde. Hoje em dia, o objetivo principal dos Schrebergärten é o prazer.